# Шамми (актриса)
Шамми (хинди शम्मी; 24 апреля 1929, Бомбей — 6 марта 2018, Мумбаи) — индийская актриса

, снимавшаяся в фильмах на хинди. За свою карьеру, охватывающую более пяти десятилетий и около 400 фильмов, Шамми исполняла как характерные роли («Обратная сторона любви», 1981) так и эпизодические, такие как не замолкающая ни на минуту соседка в Ittefaq (1969). В её более поздние годы она неоднократно играла болтливую бабушку.

## Биография
Появилась на свет в Бомбее в семье парсов, исповедующих зороастризм, получив при рождении имя Наргис Рабади. Её отец, скончавшийся, когда ей было три года, был священником в храме. После его смерти, чтобы заработать деньги, её мать стала готовить на религиозных мероприятиях. Будущая актриса и её старшая сестра Мани Рабади, ставшая впоследствии дизайнером одежды, работали на фабрике игрушек, чтобы оплатить своё обучение в школе.
Шамми начала свою карьеру в 1949 году, когда друг семьи, работавший в киноиндустрии, организовал встречу между ней и продюсером Шейхом Мухтаром, чтобы обсудить роль в фильме под названием Ustad Pedro, над которым тот работал. Мухтару понравился её «дух» и на следующий день он взял её на роль второго плана, подписав с ней контракт сразу на три фильма. Однако ей пришлось взять псевдоним «Шамми», поскольку в индустрии уже была актриса с именем Наргис. В своём втором фильме она играла уже главную роль. Это был Malhar (1951) — единственный фильм, чьим производством занимался популярный индийский певец Мукеш. В итоге песни из него стали хитами, но сам фильм провалился в прокате. Во время съёмок актриса встретилась и подружилась со своей тёзкой Наргис.
Провалом стал также следующий фильм Шамми — Sangdil (1952) с Дилипом Кумаром и Мадхубалой в главных ролях. После него актриса почти погода сидела без работы. Так как к тому времени она стала основным кормильцем своей семьи, она не стала отказываться ни от одной роли, которую ей предлагали, какой бы та не была. В течение 1960-х годов Шамми исполняла второстепенные роли, включая комические или роли роковых женщин, в некоторых из крупнейших фильмов того периода, таких как Dil Apna Aur Preet Parai (1960), Half Ticket (1962), Jab Jab Phool Khile (1965) и Upkar (1967). Её превосходные комические эпизоды с Кишором Кумаром в Half Ticket дают представление о том, насколько популярной она могла бы стать, если бы на неё не повесили ярлык характерной актрисы.
Её способность вызывать смех была отмечена ещё в Musafir Khana (1955), где она в паре с комиком Джонни Уолкером дополнила своей игрой шутливый трек «Thoda sa dil laga ke dekh».
В 1971 году она была отмечена BFJA Award за лучшую женскую роль второго плана в фильме Samaj Ko Badal Dalo.
В 1970 году Шамми вышла замуж за Султана Ахмеда, который впоследствии стал режиссёром, известным своими фильмами о дакоитах. Супруги развелись через семь лет. В браке актриса перенесла два выкидыша, после чего однажды просто ушла из дома в чём была. 
Благодаря помощи Наргис она смогла вернуться к съёмкам в кино. Вскоре после своего возвращения Шамми решила снять фильм под названием Pighalta Aasaam (1985). Главная роль в киноленте первоначально была предложена Раджешу Кханна, но его ссора с режиссером Эсмаилом Шроффом заставила её взять съёмки на себя и пригласить Шаши Капура вместо Кханны. Фильм потерпел неудачу, и Шамми потеряла большую часть своих сбережений. Однако Раджеш Кханна помог ей получить роли в нескольких сериалах на канале Doordarshan, что помогло ей вновь встать на ноги.
В 1990-х и в начале 2000-х годов Шамми регулярно снималась и появилась в таких фильмах, как «Сердцу не прикажешь» (1990) Махеша Бхатта, Gopi Kishan (1994), «Носильщик № 1» (1995) и «Нас не разлучить» (1999), но запомнилась зрителям больше по телевизионным шоу, таким как Zabaan Sambhal Ke, Shriman Shrimati, Kabhi Yeh Kabhi Woh и Filmi Chakkar.
Её последней работой в кино стала комедия Shirin Farhad Ki Toh Nikal Padi (рус. Ширин и Фархад — баловни судьбы, 2012), где она сыграла бабушку Бомана Ирани. Последние 8-9 лет жизни здоровье актрисы ухудшилось и она оставалась в доме своей подруги — актрисы Аши Парекх.
Шамми скончалась 6 марта 2018 года в своём доме в Мумбаи.